# سحلية كوليكر الزجاجية
سحلية كوليكر الزجاجية (الاسم العلمي: Hyalosaurus koellikeri)، والمعروفة أيضا باسم السحلية الزجاجية المغربية، هي نوع من السحالي ضمن فصيلة اليدغيات. هذا النوع مستوطن في غرب شمال إفريقيا.

## التسمية
الاسم المحدد (koellikeri) هو تكريما لعالم الأنسجة السويسري ألبرت فون كوليكر.

## النطاق الجغرافي
تم العثور على هذا النوع في كل من الجزائر والمغرب.

## الموطن
الموئل الطبيعي لسحلية كوليكر الزجاجية هي الغابات المعتدلة والأراضي العشبية المعتدلة والمراعي.

## الوصف
ليس لدى سحلية كوليكر الزجاجية أطراف أمامية، ولكن لديها أطراف خلفية بدائية. من الناحية الظهرية، لونها بني مع شريط جانبي أغمق. يكون بطنها مصفرًا. 

## التكاثر
سحلية كوليكر الزجاجية هي من النوع البيوض.

## حالة الحفظ
هذا النوع مهدد بفقدان الموائل.